# Zagłębie Sosnowiec

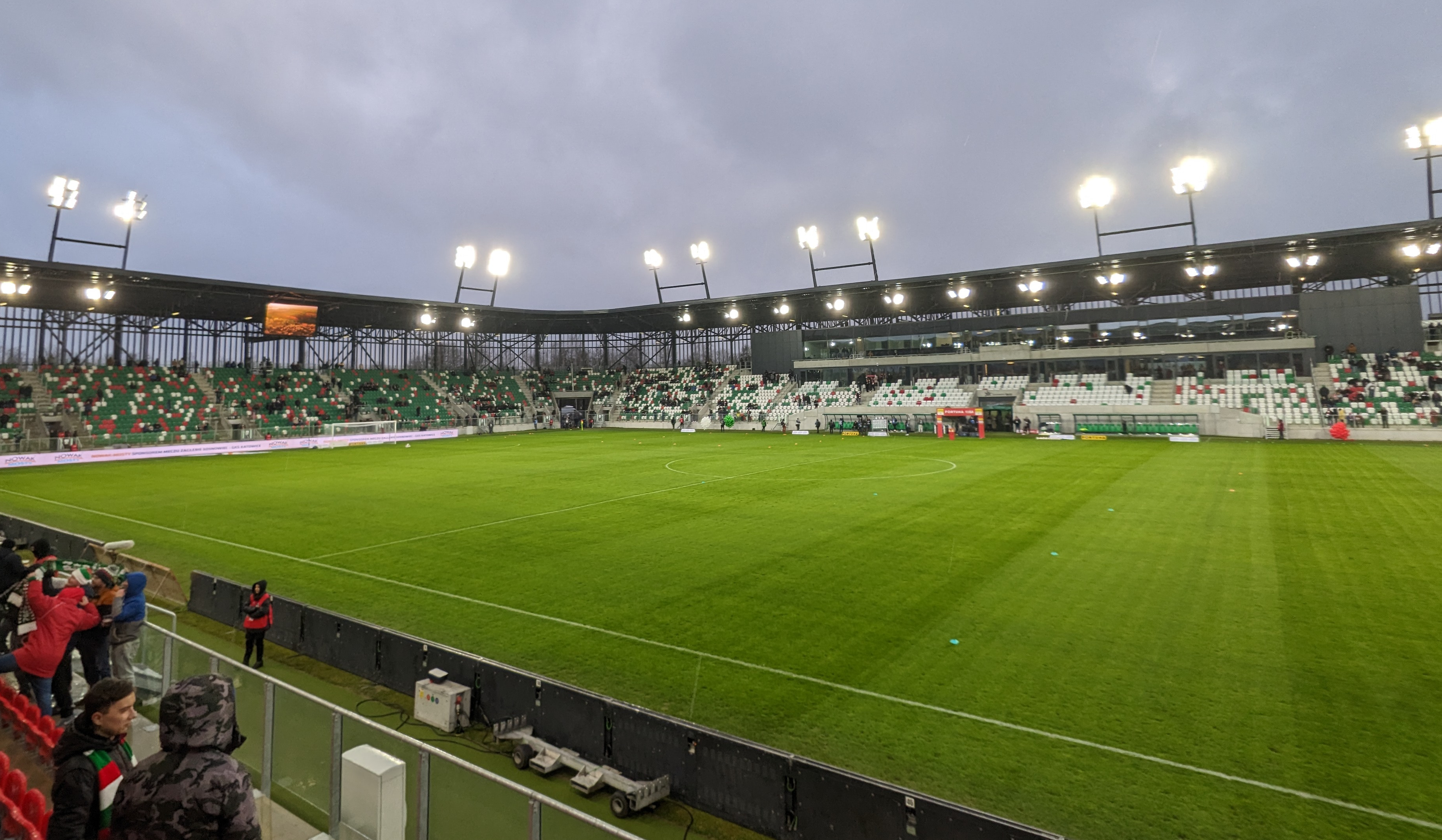
Der ArcelorMittal Park bei der Eröffnung im Februar 2023

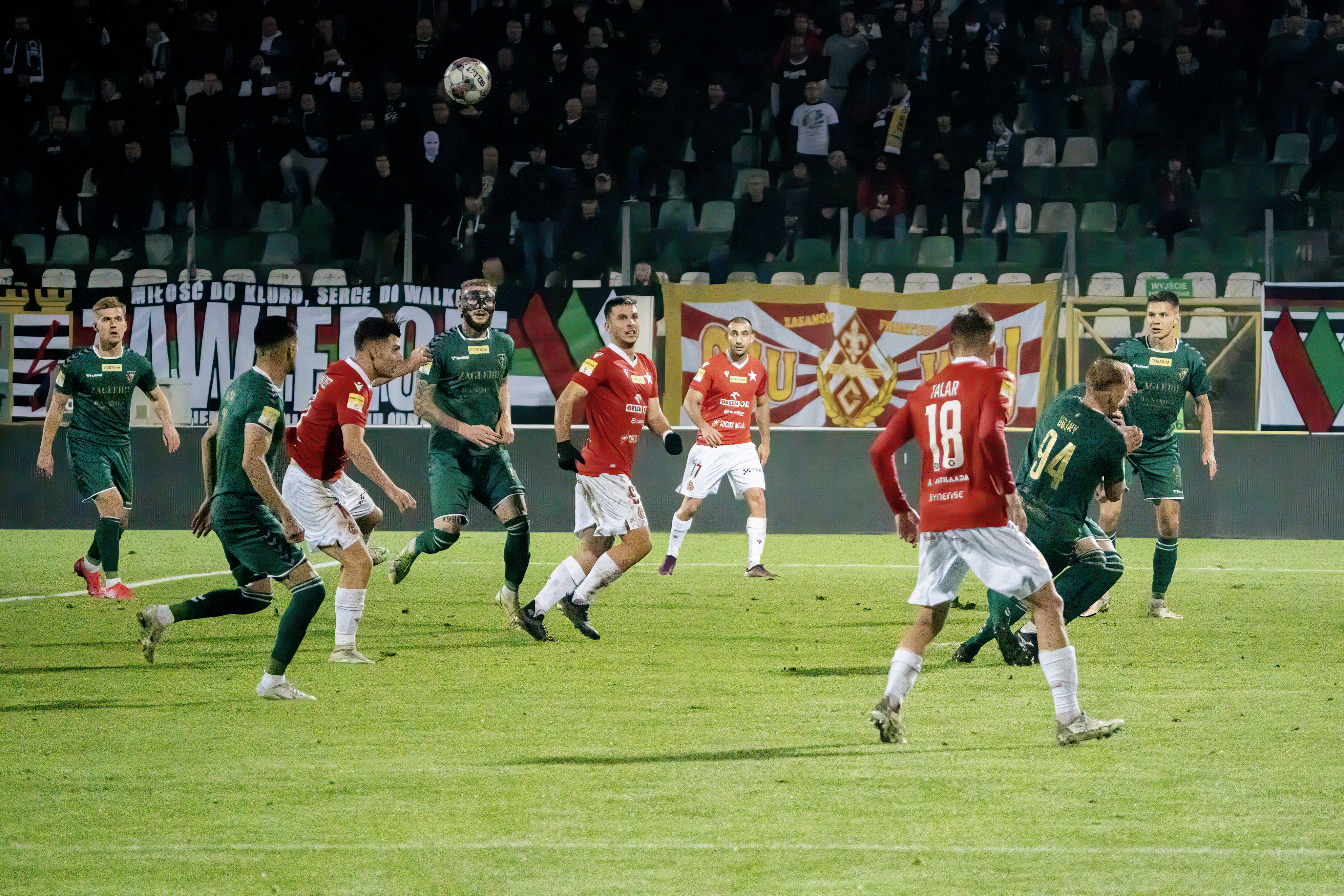
1.-Liga-Spiel Zagłębie Sosnowiec gegen Wisła Krakau, 2022

Zagłębie Sosnowiec (offiziell Zagłębie Sosnowiec Sportowa Spółka Akcyjna) ist ein polnischer Sportverein aus der südpolnischen Industriestadt Sosnowiec, der beliebteste Fußballverein im Zagłębie Dąbrowskie (Dombrowaer Kohlebecken), nach dem er benannt ist. Die Traditionsfarben sind Rot, Grün und Weiß. Der Fußballverein ist viermaliger Sieger des polnischen Pokalwettbewerbs. Seine Heimspiele trägt Zagłębie Sosnowiec im Februar 2023 eröffneten ArcelorMittal Park aus, der 11.600 Zuschauern Platz bietet.

## Geschichte
Das traditionelle Gründungsdatum – 1906 – geht auf einen Verein der Arbeiter der Hütte in Milowice zurück, 1915 eingemeindeten Stadtteil von Sosnowiec. Gegründet wurde Zagłębie Sosnowiec im Jahr 1918 unter dem Namen TS Union Sosnowiec. Im Jahr 1931 schloss sich TS Union Sosnowiec mit TS Victoria Sosnowiec zusammen.
1954 stieg der Verein als Stal Sosnowiec erstmals in die 1. Liga auf und wurde in seiner ersten Saison 1955 Vizemeister. Im folgenden Jahr wurde am 21. Oktober 1956 das Stadion Ludowy eingeweiht, damals vor 30.000 Zuschauern bei einem Spiel gegen Gwardia Bydgoszcz, das 1:1 endete. Nach einem zwischenzeitlichen Abstieg am Ende der Saison 1958 wurde der Verein in den 60er-Jahren zu einem der erfolgreichsten Fußballvereine Polens.
Am 25. Januar 1962 beschloss man bei einer Mitgliederversammlung, den Vereinsnamen zu GKS Zagłębie Sosnowiec zu ändern. Im gleichen Jahr gelang durch einen 2:1-Sieg über Górnik Zabrze im Finale der Gewinn des polnischen Pokals, den man 1963 gegen Ruch Chorzów wiederholte. Dadurch nahm der Verein am Europapokal der Pokalsieger teil, wo man jeweils nicht über die erste Runde hinauskam. Gegen Olympiakos Piräus gelang 1963/64 mit einem 1:0-Sieg zu Hause ein Achtungserfolg, bei dem ein Zuschauerrekord von 40.000 Zuschauern erreicht wurde. Erst im Entscheidungsspiel in Wien unterlag Zagłębie Sosnowiec. Darüber hinaus wurde Zagłębie 1963/64 und 1966/67 erneut Vizemeister.
1971 gelang der nächste Einzug ins Pokalfinale, wo man dem Gegner von 1962, Górnik Zabrze, mit 1:3 unterlag. Ende der 1970er-Jahre wiederholte der Klub seinen Erfolg von 1962 und 1963, als man 1977 und 1978 erneut zwei Mal in Folge Pokalsieger wurde. Der Pokalsieg von 1978 ist der bislang letzte Titel. In den folgenden Jahren spielte Zagłębie Sosnowiec weiter in der Ekstraklasa, wobei weitere Erfolge ausblieben, bestes Resultat war ein fünfter Platz 1984/85. 1986 folgte der Abstieg aus der höchsten Spielklasse. 1989 schaffte man die Rückkehr in die erste Liga, in der man sich noch bis 1992 hielt. Dann folgte der Abstieg in die zweite und 1993 direkt in die dritte Liga. Wegen finanzieller Probleme musste der Klub am 15. Juli 1993 Insolvenz anmelden.
1993/94 begann der Zagłębie Sosnowiec in der fünften Liga mit dem Neuaufbau und arbeitete sich bis 2000 in die 2. Liga hoch. 2001 wurde der Klub in eine Aktiengesellschaft umgewandelt. In der Saison 2007/08 spielte Zagłębie Sosnowiec erstmals seit 1992 wieder erstklassig, verpasste als Letzter aber den Klassenerhalt deutlich. Wegen eines Korruptionsskandals wurde der Verein zusätzlich in die drittklassige 2. Liga strafversetzt. Seit der Saison 2015/16 spielt Zagłębie Sosnowiec wieder in der 1. Liga. 2017/18 gelang dem Verein als Vizemeister hinter Miedź Legnica die Rückkehr in die Ekstraklasa, aus der man als Letzter direkt wieder abstieg.

## Vereinserfolge
- Polnischer Vizemeister: 1955, 1963/64, 1966/67, 1971/72
- Polnischer Pokalsieger: 1961/62, 1962/63, 1976/77, 1977/78
- Polnischer Pokalfinalist: 1970/71
- International-Soccer-League-Sieger: 1964
- UEFA-Intertoto-Cup-Sieger: 1967, 1975

## Rekorde
- Debüt in der Ekstraklasa: 20. März 1955 gegen Górnik Radlin
- höchster Sieg in der 1. Liga: 9. April 1966 gegen ŁKS Łódź 6:0 (2:0)
- höchste Niederlage in der 1. Liga: 14. August 1958 gegen ŁKS Łódź 0:7 (0:5)

## Ehemalige Spieler
- Wojciech Rudy (1970–1983, 1984–1985)
- Włodzimierz Mazur (1973–1983)
- Zdzisław Kostrzewa (1976–1978)
- Roman Geschlecht (1980–1982)
- Jan Urban (1981–1985)

## Ehemalige Trainer
- Tibor Kemény

## Europapokalbilanz
| Saison  | Wettbewerb                  | Runde    | Gegner            | Gesamt | Hin         | Rück    |
| ------- | --------------------------- | -------- | ----------------- | ------ | ----------- | ------- |
| 1962/63 | Europapokal der Pokalsieger | 1. Runde | Újpesti Dózsa SC  | 0:5    | 0:5 (A)     | 0:0 (H) |
| 1963/64 | Europapokal der Pokalsieger | 1. Runde | Olympiakos Piräus | 2:4    | 1:2 (A)     | 1:0 (H) |
| 1963/64 | Europapokal der Pokalsieger | 1. Runde | Olympiakos Piräus | 2:4    | 0:2 in Wien |         |
| 1971/72 | Europapokal der Pokalsieger | 1. Runde | Åtvidabergs FF    | 4:5    | 3:4 (H)     | 1:1 (A) |
| 1972/73 | UEFA-Pokal                  | 1. Runde | Vitória Setúbal   | 2:6    | 1:6 (A)     | 1:0 (H) |
| 1977/78 | Europapokal der Pokalsieger | 1. Runde | PAOK Thessaloniki | 0:4    | 0:2 (A)     | 0:2 (H) |
| 1978/79 | Europapokal der Pokalsieger | 1. Runde | SSW Innsbruck     | 3:4    | 2:3 (H)     | 1:1 (A) |

Gesamtbilanz: 13 Spiele, 2 Siege, 3 Unentschieden, 8 Niederlagen, 11:28 Tore (Tordifferenz −17)

## Eishockeyabteilung
Die Eishockey-Abteilung spielt momentan in der höchsten polnischen Profiliga, der Polska Hokej Liga, mit 5 Meistertiteln in den 1980er Jahren ist Zagłębie Sosnowiec einer der erfolgreichsten Eishockeyclubs Polens.

## Basketballabteilung
Die Basketball-Abteilung spielt momentan in der polnischen III liga.

### Erfolge
- Polnischer Meister: 1985, 1986
- Dritter: 1981, 1984, 1989, 1991